# Guerra ruso-polaca (1654-1667)

Principales movimientos y batallas de la guerra ruso-polaca de 1654-1667.

La guerra ruso-polaca de 1654 a 1667, también conocida como la «Guerra de los Trece Años», fue el último conflicto prolongado entre el Zarato ruso y la Mancomunidad Polaco-Lituana. En Polonia se la considera parte de «El Diluvio». La guerra acabó con significativas ganancias territoriales para Rusia y marcó su ascenso a la categoría de gran potencia del este de Europa, puesto previamente ocupado por la Mancomunidad Polaco-Lituana.

## Antecedentes
El conflicto estalló a causa de la Rebelión de Jmelnitski de los cosacos ucranianos contra la Mancomunidad Polaco-Lituana. El jefe cosaco, Bogdán Jmelnitski, consiguió la ayuda de Alejo I de Rusia a cambio de reconocer su autoridad. A pesar de que en 1651 el Zemsky Sobor era favorable a aceptar a los cosacos dentro de la esfera de influencia de Moscú y de emprender la guerra contra Polonia, el zar esperó hasta 1653, cuando la nueva Asamblea Popular prácticamente autorizó la reunificación entre los eslavos orientales. El Zarato compró armas en Holanda, los principados alemanes y Suecia para prepararse para los hostilidades.
Después de que los cosacos ratificaran el tratado en la Rada de Pereyáslav, la guerra ruso-polaca fue inevitable. El 4 de mayo de 1654, El Zar declaró la guerra a Polonia-Lituania. El zar Alejo pretendía apoderarse de la costa del mar Báltico, por lo que las ofensivas rusas se concentraron en Lituania. El primer objetivo era la conquista de Bielorrusia, sus ciudades de Smolensk, Mstsislav, Maguilov, Orsha, Gómel, Rechitsa, Pólotsk y Vitebsk y gran parte de las cuencas del Duna y el Dniéper, vías de comunicación con Suecia y el Imperio otomano.

## Invasión de la Comunidad
Rusia contaba por entonces con un ejército mucho más moderno que el de décadas atrás, con más armas de fuego y la colaboración de oficiales y suboficiales que había contratado al concluir la guerra de los Treinta Años. Sus ejércitos eran, por añadidura, mucho menores que los polaco-lituanos: los polacos contaban con unos cien mil soldados para hacer frente a los veinticinco mil rusos que les hicieron frente, pero los lituanos solo tenían unos ocho mil con los que detener a ochenta mil invasores. Ante tal desproporción el gran atamán lituano Janusz Radziwiłł tuvo que replegarse continuamente, permitiendo que el enemigo se apoderase de Smolensk, Polotsk, Vitebsk y Maguilov. La intensa enemistad entre Radziwiłł y Juan Casimiro dificultó la defensa de Lituania: el rey se había visto obligado a nombrar gran atamán a su rival, pero hizo lo que pudo por minar su poder, traspasando parte del poder militar al jefe de la artillería y nombrando un atamán de campo hostil a Radziwiłł.
El plan ruso-cosaco preveía una invasión del Gran Ducado de Lituania por tres ejércitos, dos rusos y uno cosaco. El principal, compuesto por cuarenta y un mil soldados, partiría de Viazma hacia Smolensk, Mstsislav y Maguilov. Otro menor, con trece mil soldados al mando de Vasili Sheremetev, penetraría más al norte, desde Velikie Luki hacia Sebezh, Pólotsk y Vitebsk. El tercer ejército, el cosaco, consistiría en veinte mil soldados al mando del atamán de campo Iván Zolotarenko que avanzaría desde Nóvgorod-Síverski en dirección a Starodub, Gómel y Rechitsa.
La tercera ciudad de Lituania, Pólotsk, se rindió al enemigo el 29 de junio.
En julio de 1654 el ejército ruso de 41 000 hombres (nominalmente bajo el zar, pero, de hecho, mandado por los príncipes Yákov Cherkasski, Nikita Odóevski e Iván Jovanski) conquistó las fortalezas fronterizas de Bely y Dorogobuzh y puso sitio a Smolensk.
La mayoría de las ciudades del este de Bielorrusia se rindieron sin luchar. El 1 de junio, el Zar recibió la noticia de la rendición de la ciudad de Beli a las tropas rusas sin luchar, el 3 de junio - de Dorogobuzh, el 11 de junio - de la rendición de Nével, el 29 de junio - de la captura de Pólotsk, el 2 de julio - de la rendición de Róslavl.
Pronto los líderes de la nobleza de estos Powiats (distritos) fueron admitidos "en la mano" del Soberano y concedidos los rangos de coroneles y capitanes de "Su Majestad del Zar".
Mstislavl ofreció una feroz resistencia a las tropas rusas, pero, el 12 (22) de julio de 1654, después de cuatro días de lucha, fue tomada por asalto. A mediados de julio, las tropas rusas tomaron Disna y Druya. El 26 de julio, en el Río Kolodna, cerca de Smolensk, el regimiento avanzado de las tropas rusas tuvo su primer enfrentamiento con el ejército polaco-lituano.
El 2 de agosto llega al Zar la noticia de la captura de Orsha. El 9 de agosto, el boyardo Vasily Petrovich Sheremetev anunció la captura de la ciudad de Glubókaye, y el 20, la captura de Ozerishche. El 16 de agosto el ataque a Smolensk acabó en un fracaso. El 12 de agosto, en la Batalla de Shklov, el ejército del Gran Ducado de Lituania bajo el mando del Hetman Janusz Radziwiłł hizo retroceder a las tropas rusas a través del Río Shklovka.
El 20 de agosto, el Príncipe ruso Alexey Nikitich Trubetskoi derrotó al ejército lituano bajo el mando del Gran Hetman Janusz Radziwiłł en la Batalla de Borísov, el mismo día, el hetman cosaco Iván Nikiforovich Zolotarenko anunció la rendición de los lituanos después de un asedio de dos meses a Gómel, donde los Cosacos de Zaporiyia, liderados por Iván Zolotarenko, no cumplieron las condiciones ofrecidas para la rendición, ya que capturaron a la mayoría de los que se rindieron y los llevaron al territorio de la Ucrania moderna.
En Maguilov, los habitantes se negaron a dejar entrar a las tropas de Janusz Radziwiłł, declarando que “todos lucharemos con Radziwiłł hasta que tengamos suficiente, pero no dejaremos que Radziwiłł entre en Maguilov”, y el 24 de agosto, “la gente de Maguilov de todos los rangos los saludó honestamente, con íconos sagrados y lo dejó entrar en la ciudad: tropas rusas y el regimiento cosaco bielorruso de Yu Poklonsky.
El 29 de agosto, Zolotarenko informó de la captura de Chachersk y Slávgorod. El 1 de septiembre, el Zar recibió la noticia de la rendición de Usviaty por parte del enemigo y, el 4 de septiembre, de la rendición de Shklov. De todas las fortalezas cerca del Río Dnieper, solo la Antigua Fortaleza de Bíjov estaba bajo el control de los lituanos, que, entre septiembre y noviembre de 1654, fue sitiada sin éxito por los Cosacos de Zaporiyia.
El 10 de septiembre tuvieron lugar negociaciones sobre la rendición de Smolensk; el 23 de septiembre, la ciudad fue entregada; y, el 25 de septiembre, tuvo lugar una fiesta real con los gobernadores y cientos de jefes del regimiento del Zar, la nobleza de Smolensk fue invitada a la mesa real y los derrotados, contados entre los ganadores.
El 5 de octubre, el Zar partió desde cerca de Smolensk hacia Viazma, donde el día 16, en el camino, recibió la noticia de la captura de Dubrovno. El 22 de noviembre (2 de diciembre), el ejército ruso tomó Vítebsk después de un asedio de tres meses y luego repelió un intento polaco-lituano para recuperar la ciudad.
Sin embargo, la opinión predominante es que, en octubre de 1654, la ofensiva rusa fue contenida. Una de las razones de esta contención fue la epidemia de peste que estalló en Rusia, que adquirió proporciones catastróficas y desorganizó la retaguardia del ejército ruso. 
La recepción de la población al invasor fue diversa: algunos nobles huyeron, mientras que otros se sometieron al zar. La brutalidad de las tropas rusas en algunas poblaciones como en Mstislavl, conquistada en julio y donde los conquistadores asesinaron a entre diez y quince mil personas, socavó rápidamente las simpatías lituanas por los rusos. Una carnicería similar acaeció en agosto en Vilna, que ardió durante diecisiete días y en la que se calcula que perecieron ocho mil personas. El zar se había comprometido a respetar los derechos de los distintos grupos sociales de la región, pero su ejército arrumbó tales promesas, acosando en particular a los no ortodoxos (uniatas, judíos y, en menor medida, católicos). Hubo matanzas de judíos y saqueos y destrucciones de iglesias y monasterios católicos e incluso ortodoxos, ya que la Iglesia ortodoxa lituana rechazaba la supremacía del patriarca moscovita. El campo sufrió más que las ciudades las atrocidades del ejército invasor, que despachó gran número de cautivos a Rusia. La brutalidad fue en realidad contraproducente, ya que impelió a algunos importantes personajes a cambiar de bando y fomentó la aparición de grupos que acosaban a las fuerzas rusas en los bosques. La represión de estas desencadenó un círculo de sangrientos ataques entre los dos bandos.
La posición rusa en torno a Smolensk estaba en peligro mientras el gran hetman de Lituania, el príncipe Janusz Radziwill, conservase Orsha, una fortaleza situada algo al oeste y que contaba con una guarnición de 10 000 soldados. Por ello, Cherkasski la conquistó; sus fuerzas, al mando del príncipe Yuri Baryátinski, obligaron a Radziwill a retirarse en la batalla de Shklov (también conocida como la batalla de Szkłów, Shkloŭ o Shklow, que se libró durante un eclipse solar, y de la que los dos bandos se proclamaron vencedores), que se desarrolló cerca de la población homónima el 12 de agosto. Radziwill resultó derrotado doce días después en la batalla de Shepelévichi, en la que perdió dos mil hombres y toda su artillería. El descalabro le hizo retirarse a Minsk. Pocos días después, el 28 de agosto, Maguilov, la segunda ciudad más poblada del Gran Ducado y sede de la eparquía bielorrusa, le abrió las puertas al zar. La retirada al oeste de Radziwill dejó el territorio lituano al este del Beresina inerme ante los rusos.
Tras un asedio de tres meses, Smolensk —el objeto principal de la anterior guerra ruso-polaca— se rindió a los rusos el 23 de septiembre.
Mientras tanto, el príncipe Alekséi Trubetskói, que mandaba el flanco sur del ejército ruso, penetró en Ucrania desde Briansk. Conquistó rápidamente el territorio entre el Dniéper y Berézina: se adueñó de Mstislavl y Róslavl y sus aliados ucranianos tomaron Gómel. En el flanco norte, Vasili Sheremétev partió de Pskov y se apoderó de las ciudades lituanas de Nével (1 de julio), Pólatsk (17 de julio) y Vítebsk (17 de noviembre). A finales de año, los invasores dominaban toda Bielorrusia a excepción de las ciudades de Bíjov, junto al Dniéper, y Vélizh, a orillas del Duna.
Entonces las tropas del zar se abalanzaron contra la Livonia polaca y conquistaron Ludza y Rezekne. Al mismo tiempo, las fuerzas combinadas de Jmelnitski y el boyardo ruso Fiódor Buturlín avanzaron contra Volinia. Pese a las intensas desavenencias entre ellos,  antes de final de año se habían apoderado de Ostrog y Rovno.

## Campaña de 1655
En diciembre de 1654, comenzó la contraofensiva dirigida por el Hetman lituano Radziwiłł contra los rusos. Radziwiłł capturó: Dubrovno, Orsha y Kopys a lo largo del Río Dniéper. Los residentes de ciudades de la orilla izquierda del Río Dnieper como Mstislavl, Gory, Gorki, Radom, Krýchov y Chausy se pasaron voluntariamente a su lado. En menor número, hubo casos en los que la población de los voivodados de Pólotsk y Vítebsk se pasó al lado de las tropas de la República de las Dos Naciones.
El 2 de febrero de 1655, Radziwiłł sitió Maguilov. Las unidades campesinas de autodefensa (“shishi”) apoyaron al ejército de Radziwiłł y ayudaron en la destrucción de los departamentos de campo rusos en el territorio hasta Dorogobuzh y Roslavl (Óblast de Smolensk).
Entre el 19 y el 22 de enero de 1655, Las tropas cosacas dirigidas por Jmelnitski, junto las tropas rusas dirigidas por el boyardo Vasily Borísovich Sheremetev, consiguieron romper el asedio de las tropas polacas y tártaras en la Batalla de Ojmátiv. Las tropas que escaparon del asedio lograron reunirse con otro ejército ruso en Bila Tserkva.
En marzo, el líder cosaco Zolotarenko tomó Babruisk, Kazimir (Voivodato de Minsk) y Glusk (Óblast de Maguilov).
En abril, los rusos asediaron en vano Dunaburgo, alarmando a los suecos, que observaban con atención la marcha de la contienda y deseaban evitar a toda costa que la ciudad cayese en poder de los moscovitas.
El 9 de abril, Radziwiłł y Vicente Gonsevsky hicieron un intento fallido de tomar Maguilov por asalto.
El 1 de mayo, tras otro ataque fallido, las tropas lituanas levantaron el asedio de Maguilov y se retiraron a la orilla oeste del Río Berézina.
El 7 de mayo, Zolotarenko inició el asedio contra la antigua fortaleza de Bíjov, pero no pudo tomarla, sólo en 1657, la ciudad fue tomada.
El 24 de mayo, empezó una nueva ofensiva ruso-cossaca, con el objetivo de conquistar los territorios septentrionales y occidentales del Gran Ducado, incluida la capital (Vilna) y someterlo definitivamente. El zar partió con el ejército principal desde Smolensk, camino de Minsk y Vilna, acompañado por un contingente cosaco a las órdenes de Zolotarenko. Otros tres ejércitos participaron en la ofensiva, además del que mandaba el zar: el meridional, de Alekséi Trubetskoi, avanzó desde Briansk en dirección Býjov-Slutsk-Novogrodek-Grodno-Brest Litovsk; el septentrional de Afanasi Ordín-Nashchokin partió de Pskov hacia la Livonia polaca, Braslau y Vélizh. El tercero, al mando de Dmitri Volkonski, se dirigió desde Kiev hacia Pinsk. En total, los atacantes contaban con unos cien mil soldados frente a los menos de diez mil lituanos.
Las huestes de Trubetskói conquistaron Slónim y Kletsk, aunque Sheremétev logró poco más que apoderarse de Vélizh el 17 de junio.
En junio, las tropas dirigidas por Ivan Popovich, el coronel cossaco de Chernígov, tomaron Svisloch (Óblast de Maguilov), donde pasaron a todos los enemigos que había en él bajo la espada y quemaron el lugar y el castillo con fuego, y luego a Dziarzhynsk. El voivoda ruso Matvey Vasilievich Sheremetev tomó Vélizh y el Príncipe (Kniaz) ruso Fyodor Yurievich Khvorostinin tomó Minsk.
Las fuerzas lituanas ofrecieron poca resistencia a los rusos, que cruzaron el Berezina el 4 de julio y se apoderaron de Minsk una semana después (3 de julio). Vilna, la capital del Gran Ducado de Lituania, fue tomada por los rusos el 9 de agosto, tras batir a Radziwilla orillas del Vilija. La ciudad fue saqueada e incendiada.
El 16 de julio de 1655, el hetman cossaco Iván Zolotenko informó al Zar Alejo I de Rusia sobre la victoria sobre las tropas polacas cerca de Ashmiany.
El 29 de julio, las tropas rusas, dirigidas por el príncipe Jacob de Cherkasy, y cosacas, dirigidas por el Hetman Zolotarenko, se reunieron cerca de Vilna y atacaron el convoy de los hetmanes lituanos Radziwiłł y Gonsevsky, que fueron derrotados y huyeron. Las tropas rusas pronto llegaron a Vilna, la capital del Gran Ducado de Lituania, y, el 31 de julio de 1655, tomaron y saquearon la ciudad  
En julio de 1655, en el teatro de operaciones militares del sur, las tropas combinadas del Hetman cosaco Jmelnitski y Buturlin entraron libremente en Galitzia, donde derrotaron al Hetman Stanisław Rewera Potocki. Atacaron la ciudad polaca de Leópolis en septiembre (cuyo asedio abandonaron el 10 de noviembre) y entraron en Lublin tras la derrota de Paweł Jan Sapieha cerca de Brest. Al mismo tiempo, el ejército ruso bajo el mando de Piotr Potiomkin tomó la ciudad polaca de Lublin.
A estos éxitos le siguieron las conquistas de Kaunas (16 de agosto) y Grodno (el 18). Las escasas tropas polacas destacadas en el gran ducado lo abandonaron para defender Mariemburgo en julio.
El 2 de septiembre de 1655, las tropas rusas dirigidas por el Príncipe Alexey Nikitich Trubetskoy intentaron tomar Slutsk. Sin embargo, la guarnición mantuvo la ciudad hasta el final de la guerra. En septiembre de 1655, Trubetskoy asoló Novogrúdok. Además, las ciudades de Kletsk, Mir, Stolovichi, entre otras: fueron capturadas e incendiadas. Sin embargo, todos los intentos de tomar Nesvizh fueron infructuosos.
En septiembre, el Príncipe ruso Dmitry Andreevich Volkonsky emprendió una campaña en barcos desde Kiev. El 15 de septiembre tomó Túrov sin luchar y al día siguiente derrotó al ejército lituano en Davyd-Haradok. A continuación, se dirigió a la ciudad de Stolin, a la que llegó el 20 de septiembre, donde derrotó al ejército lituano y quemó la propia ciudad. Entonces, pasó a Pinsk, donde también derrotó al ejército lituano y quemó la ciudad. Luego navegó en barcos por el Río Prípiat, donde en el pueblo de Stakhov derrotó a un destacamento del ejército lituano y tomó juramento a los residentes de las ciudades de Kozhan-Gorodok y Lajva (Raión de Maguilov).
En septiembre, los rusos invadieron la Livonia polaco-lituana.
Los rusos se encaminaron velozmente a Brest-Litovsk.
El 23 de octubre, los príncipes rusos: Semyon Andreevich Urusov y Yuri Nikitich Baryatinsky partieron con un ejército de Kaunas a Brest y derrotaron a la nobleza polaco-lituana en Arenas Blancas, a 150 verstas de Brest y, el 13 de noviembre, se acercaron a Brest, donde el hetman lituano Pavel Jan Sapieha atacó y derrotó a Urusov durante las negociaciones.
Sin embargo, en el pueblo de Verjovichi, a 25 verstas de Brest, las tropas reunidas de Urusov y Baryatinsky se enfrentaron con éxito a las tropas ucranianas, permitiéndoles retirarse a Vilna. 
Así, a finales de 1655, toda Rusia occidental, excepto Leópolis, Brest, Slutsk, la antigua fortaleza de Bíjov, Nesvizh  quedó bajo el control de las tropas rusas y cosacas, y los combatientes fueron transferidos directamente al territorio étnico de Polonia y Lituania. En el verano de 1655 entró en guerra Suecia, cuyas tropas capturaron Varsovia y Cracovia.
Por su parte, el kan tártaro decidió apoyar a Juan Casimiro: interceptó y rodeó al ejército ruso-cosaco que se retiraba hacia el este tras asediar en vano Leópolis y le obligó a parlamentar a finales de noviembre.

## Armisticio
El avance ruso en la Mancomunidad de Polonia-Lituania llevó a la Suecia de Carlos X a invadir Polonia en 1655.
Entonces Afanasi Ordín-Nashchokin abrió negociaciones con los polacos y firmó un armisticio, la Tregua de Vilna, el 2 de noviembre. Después de eso, las fuerzas rusas invadieron la Livonia sueca y sitiaron Riga en la guerra ruso-sueca (1656-1658), parte de la Segunda Guerra del Norte. Durante las negociaciones con los polacos en agosto de 1656, los rusos exigieron que se aceptase al zar como heredero del trono polaco-lituano, algo que conculcaba las leyes de la república. Pese a que los polacos rechazaron la candidatura del zar, sugirieron que podrían aceptar la de su hijo, si bien con unas condiciones que equivalían a descartarlo.
Jmelnytski no se opuso a la firma de esta tregua temporal y apoyó al zar, aunque le advirtió de la doblez de los polacos.
Aunque los polaco-lituanos se avinieron a regañadientes a aprobar la elección de Alejo como heredero al trono en la sesión del Parlamento de 1658, principalmente por la gravedad de la situación política a consecuencia de las victorias suecas, la intensa oposición acabó por desbaratarla. A la maniobra se opusieron tanto el rey Juan Casimiro como las potencias aliadas —Austria, Dinamarca y la Santa Sede, que atizó las protestas de los obispos y mostró su desacuerdo mediante el nuncio—. El fracaso del proyecto determinó que las hostilidades entre rusos y polaco-lituanos continuasen.

## Campaña contra Vyhovsky
Iván Vyhovsky, el Hetman recién elegido en 1657 tras la muerte de Bogdán Jmelnitski, se alió con los polacos mediante el Tratado de Hádiach de septiembre de 1658, que incluía la creación del Gran Ducado de Rutenia (en), la admisión de obispos ortodoxos en el Senado y la abolición de la Iglesia uniata. El nuevo atamán representaba a la fracción rebelde dispuesta a pactar con la Mancomunidad polaco-lituana y especialmente descontenta por lo que consideraba autoritarismo ruso. Sin embargo, los cosacos se hallaban enfrentados en una guerra civil que agudizaron tanto este tratado con la Mancomunidad como otro posterior, los Artículos de Pereyáslav de 1659, que firmaron con el Zarato moscovita en 1659. Además, el Parlamento polaco-lituano rehusó el acuerdo, que nunca llegó a aplicarse.
El zar concluyó con Suecia el Tratado de Valiesar, lo que le permitió reanudar las hostilidades contra los polacos en octubre de 1658 y se apoderó de Wincenty Gosiewski en la batalla de Werki en una acometida sorpresa contra este. En el norte, el príncipe Yuri Dolgorúkov desbarató el intento de Sapieha de bloquear Vilna el 11 de octubre; en el sur, el ucraniano Vyhovsky no pudo arrebatar Kiev a Sheremétev y a la guarnición rusa. En julio de 1659, sin embargo, Vyhovsky y sus aliados los tártaros de Crimea infligieron una dura derrota al ejército de Trubetskói, que sitiaba Konotop.

## Cambio de suerte
La amenaza a los rusos en Ucrania se desvaneció cuando la alianza entre Vigovski y el Kanato de Crimea se rompió debido a la campaña del koshovýi otamán Iván Sirkó, atacó también Chiguirín. Hubo un levantamiento en Severia, donde Vigovski tenía unas pocas guarniciones polacas. Durante el levantamiento pereció un noble ucraniano, Yuri Nemýrych, al que se tenía por el autor del Tratado de Hádiach. Junto con el koshovýi otamán de Uman Myjailo Janenko, Sirkó acaudilló una revuelta a gran escala por toda Ucrania. Los cosacos amotinados pidieron a Vigovski que entregase los atributos del hetman y se devolviese el cargo de atamán de Ucrania al hijo de Jmelnitski, Yuri. Los partidarios de ambos se enfrentaron cerca del pueblo de Hermánivka. Allí, el resto de cosacos abandonó a Vigovski y se pasó a las filas de Yuri Jmelnitski; Vigovski se quedó solo con las tropas polacas y otros mercenarios. Se reunió entonces un consejo en el que participaron las dos partes; en él se proclamó que la unión con Polonia-Lituania era impopular. Debido a lo enconado de las discusiones y a las amenazas vertidas en las sesiones, Vigovski abandonó el consejo. Este eligió atamán a Jmelnytski y envió una solicitud oficial a Vigovski para que le entregase el poder a este, lo que no tuvo más remedio que hacer.
Al principio, las fuerzas rusas vencidas en Konotop trataron de firmar un nuevo tratado de paz como el de Pereyáslav de 1654, dispuestas a aceptar cualesquiera condiciones. Los cambios en el Hetmanato cosaco, sin embargo, reflejaban el aumento de la influencia del Zarato ruso en Ucrania, lo cual fortaleció la posición del voivoda Trubetskói. Este invitó a Jmelnytski a negociar; el hetman envió a Petró Doroshenko como representante. Pero Trubetskói insistió en que el hetman acudiese a Pereyáslav a firmar el tratado oficial, denominado los Artículos de Pereýaslav de 1659. Al llegar allí Jmelnytski descubrió que la convocatoria era una emboscada.
La conclusión de la segunda guerra nórdica favoreció a los polaco-lituanos: tan pronto como se hubo firmado el Tratado de Oliva en 1660 ocho mil lituanos al mando de Paweł Jan Sapieha y cuatro mil polacos al de Esteban Czarniecki penetraron en Lituania y batieron a un ejército mayor el Polonka el 27 de junio. Los vencedores siguieron avanzando hacia el centro de Lituania, recuperando una serie de fortalezas, si bien Maguilov se les resistió. La principal ofensiva de la mancomunidad se dio, sin embargo, en el sur: Stanisław "Rewera" Potocki y Jerzy Sebastian Lubomirski comandaron veintiocho mil ochocientos soldados propios y quince mil tártaros contra el ejército ruso de Vasili Sheremétev, compuesto por unos treinta y tres mil rusos y veinte mil cosacos. Lubomirski atacó al gran ejército cosaco —cuarenta mil hombres— de Yuri Jmelnytski que acudió en socorro de Sheremétev (17 de octubre), que quedó abandonado a su suerte y finalmente se rindió el 2 de noviembre. Fue un descalabro que dejó veinte mil cautivos rusos. Estos reveses obligaron al zar a aceptar el Tratado de Kardis, para evitar una nueva guerra con Suecia.

## Fin de la guerra

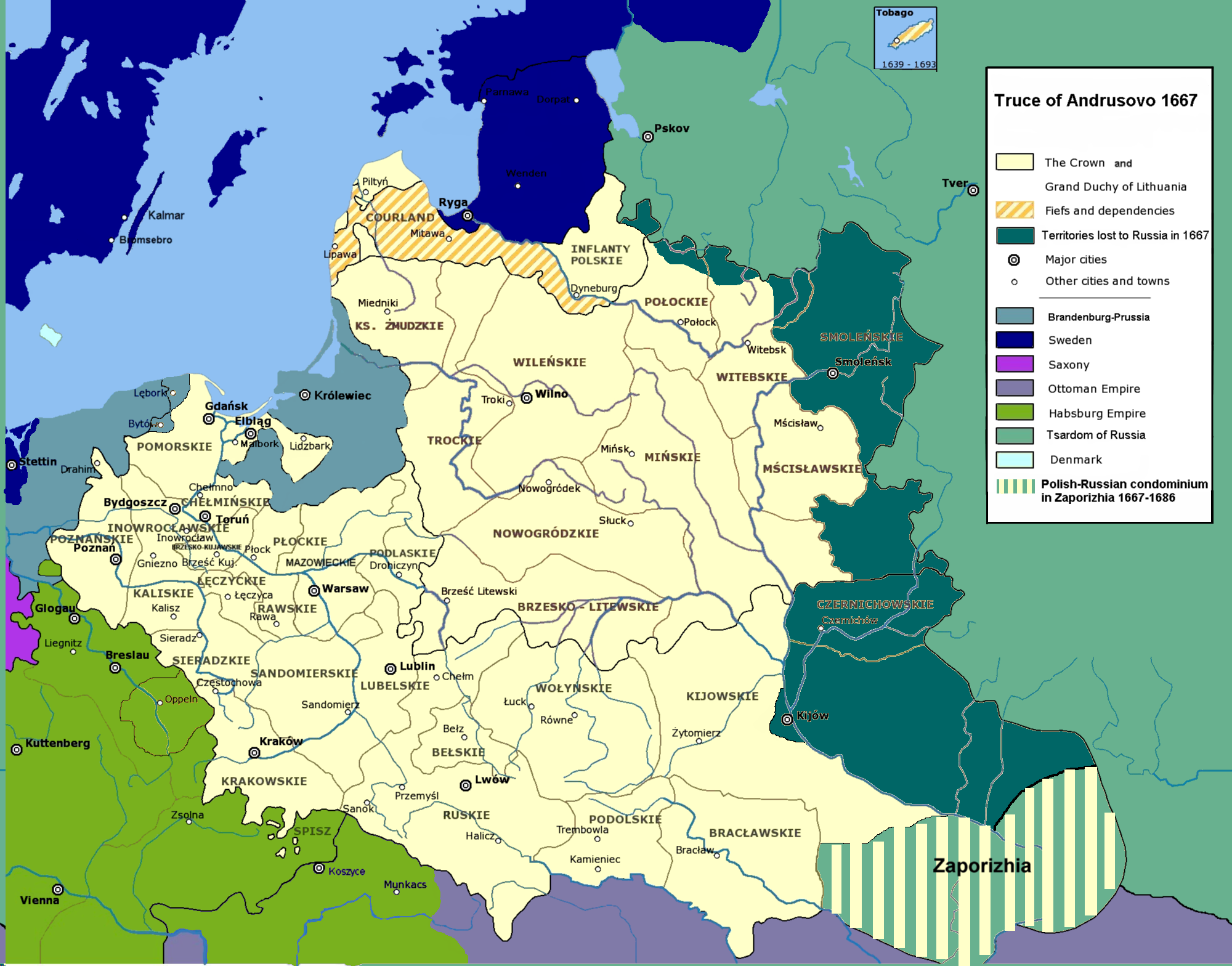
Mapas de la Mancomunidad de Polonia-Lituania, Mapas de la evolución territorial de Rusia, Guerra polaco-rusa 1654-1667.

Para entonces los dos beligerantes se hallaban agotados: Rusia sufría los efectos de la acuñación descontrolada de moneda que había llevado a cabo el zar para sufragar sus guerras y la Mancomunidad polaco-lituana acusaba doce años de contiendas continuas en su territorio que le hacían cada vez más difícil recaudar los impuestos que eran menester para pagar a las tropas.
Hacia el final de 1663, el rey polaco cruzó el Dniéper e invadió la Ucrania oriental. La mayoría de los pueblos que atravesó se rindieron sin resistencia, pero su asedio de Hlújiv de enero de 1654 resultó un costoso fracaso y luego sufrió una nueva derrota en Nóvgorod-Síverski. Las esperanzas de la campaña ucraniana no se cumplieron. Sin embargo, la Mancomunidad venció a las fuerzas Jovanski en Vítebsk en el verano de 1664 y por primera vez pudo operar en territorio enemigo en torno a Pskov, Nóvgorod y Vorónezh. Los rusos perdieron el control de la Lituania central y occidental.
Las negociaciones de paz entabladas en 1664 se prolongaron hasta enero de 1667, cuando la guerra civil (1665-1666) obligó a los polacos a concluir el Tratado de Andrúsovo por el que la Mancomunidad de Polonia-Lituania cedió al Zarato ruso la fortaleza de Smolensk y la Ucrania oriental —en el margen izquierdo del río Dniéper— (incluyendo Kiev), mientras que la Mancomunidad conservó la Ucrania occidental —el territorio al oeste del Dniéper—. Finalmente, el problema cosaco se había resuelto mediante la partición de sus territorios. El pacto impuso asimismo una tregua de trece años y medio entre las dos naciones.
Además de los cambios territoriales, este conflicto suscitó reformas importantes en el Ejército ruso. Aunque al principio este era «semipermanente» y se reunía para cada campaña estacional, la contienda lo transformó en cuasi permanente, sentando las bases para los posteriores triunfos militares de Pedro el Grande y Catalina la Grande.